# When Christmas Comes Around...
When Christmas Comes Around... es el noveno álbum de estudio de la cantante estadounidense Kelly Clarkson, lanzado el 15 de octubre de 2021 a través de su sello discográfico Kelly Clarkson Music, distribución a través de Atlantic Records. Jesse Shatkin, Jason Halbert, Joseph Trapanese y Aben Eubanks, es su segundo álbum navideño después de Wrapped in Red (2013) y la continuación de su octavo álbum de estudio, Meaning of Life (2017). Con versiones de canciones navideñas, así como temas originales coescritos y duetos con Chris Stapleton, Ariana Grande y Brett Eldredge, su lanzamiento fue precedido por los sencillos "Christmas Isn't Canceled (Just You)" y "Santa, Can't You Hear Me". También incluye los sencillos lanzados anteriormente "Christmas Eve", "All I Want for Christmas Is You" y "Under the Mistletoe" como bonus tracks. El álbum fue nominado a Mejor Álbum Vocal Pop Tradicional en la 65ª Entrega Anual de los Premios Grammy.
La promoción del álbum incluyó un especial navideño del mismo título, que se estrenó en NBC el 1 de diciembre de 2021. El especial navideño se estrenó con una calificación de 0,6 y 4,3 millones de espectadores en total.

## Antecedentes y grabación
| "Mi propósito al elegir esta letra como título de este proyecto fue traer un sentido de realidad al hecho de que probablemente estamos en lugares emocionalmente muy diferentes cuando llega la Navidad... Algunos de nosotros estamos consumidos por un nuevo amor, algunos de nosotros recordamos la pérdida, algunos llenos de optimismo por el próximo año nuevo, otros eufóricos por un merecido tiempo lejos del caos que nuestra vida laboral a veces puede traernos. para poder conectarse a un mensaje en este álbum. Cada año, incluso puede tener un nuevo favorito dependiendo de dónde se encuentre en su vida, pero si bien el cambio puede ser impredecible, en mi opinión, no hay mejor época del año para respirar. esperanza en la vida de uno y dejar que la posibilidad deambule."———Clarkson sobre el nombre del álbum When Christmas Comes Around.. |

Tras el lanzamiento de su primer álbum navideño Wrapped in Red en 2013 en RCA Records, Clarkson se transfirió a Atlantic Records y ha publicado las pistas navideñas "Christmas Eve" (2017), "Under the Mistletoe" (con Brett Eldredge) y una versión. de "All I Want for Christmas Is You" de Vince Vance & the Valiants (2020). En una entrevista en el programa de televisión Entertainment Tonight, reveló que originalmente no tenía la intención de grabar otro álbum de estudio navideño debido a su cariño por el primero, pero luego decidió seguir el estrés emocional inducido por el divorcio muy publicitado el año anterior. Al grabar el álbum, Clarkson grabó versiones de varios clásicos navideños y escribió material nuevo con duetos con los artistas estadounidenses Chris Stapleton y Ariana Grande.

### Temática e inspiración
Atlantic Records ha promocionado When Christmas Comes Around... como una exploración de "una amplia gama de emociones y experiencias navideñas ancladas en la incomparable destreza vocal de Clarkson". Clarkson ha explicado que el álbum explorará varios temas de amor, pérdida, esperanza y optimismo, emociones que la gente tiende a experimentar durante la temporada navideña.
Inspirándose en sus experiencias durante los últimos dos años, comentó sobre el título del álbum, el primero que no tiene una pista titular desde My December (2007), como "cuando llega la Navidad, todos estamos en diferentes lugares". Además, agregó que su selección de pistas evocará una atmósfera sombría y alegre. Caracterizándolo como "un álbum navideño diferente", retrató When Christmas Comes Around... como si se sintiera más como un álbum de estudio normal, pero "hay Navidad salpicada.

## Lanzamientos
When Christmas Comes Around... fue lanzado por Atlantic Records el 15 de octubre de 2021. Una edición especial enviada exclusivamente a las tiendas minoristas Target también incluiría una tarjeta de Navidad firmada por Clarkson. Su sencillo principal "Christmas Isn't Canceled (Just You)", fue lanzado el 23 de septiembre de 2021. "Glow" con Stapleton y "Santa, Can't You Hear Me" con Grande fueron lanzados como sencillos promocionales junto con el lanzamiento del álbum.

## Recepción de critica
En un resumen de los nuevos álbumes navideños, el crítico musical de The New York Times, Jon Caramanica, elogió la voz "ágil" de Clarkson y escribió que las pistas originales, algunas de ellas sorprendentemente "poco celebradas", hacen que el álbum se destaque.  En el episodio de fin de año de su podcast Popcast del Times, Caramanica nuevamente elogió el álbum, calificándolo de "muy, muy bueno", "sólido" e "impresionante", aunque "no del todo al nivel de Mariah".
Mike DeWald de Riff Magazine elogió cómo las canciones originales de Clarkson son "algo fresco y escuchable". Sal Cinquemani de Slant Magazine, quien le dio al álbum tres estrellas y media de cinco, criticó algunas opciones de producción, pero elogió la voz "impresionante" de Clarkson y las "variaciones melódicas" de los clásicos como el "principal punto de venta". Marcy Donelson de AllMusic le dio al álbum tres de cinco estrellas, lo llamó "un conjunto vibrante, completamente orquestal y de alto volumen en promedio", y destacó "Merry Christmas (To the One I Used to Know)" y "Santa, Can't You Hear Me" como aspectos destacados entre las pistas más nuevas".
Justin Curto de Vulture llama a Clarkson "la reina de las fiestas" y dice que el álbum es un regalo de Navidad. Curto agradece especialmente la colaboración con Ariana Grande, ya que suena "tan majestuosa como cabría esperar de las dos cantantes".

## Lista de canciones
| When Christmas Comes Around... |                                                |               |          |  |
| N.º                            | Título                                         | Productor(es) | Duración |  |
| 1.                             | «Merry Christmas Baby»                         | Jesse Shatkin | 3:45     |  |
| 2.                             | «It's Beginning to Look a Lot Like Christmas»  | Shatkin       | 1:54     |  |
| 3.                             | «Christmas Isn't Canceled (Just You)»          | Halbert       | 3:51     |  |
| 4.                             | «Merry Christmas (To the One I Used to Know)»  | Halbert       | 4:10     |  |
| 5.                             | «Rockin' Around the Christmas Tree»            | Shatkin       | 1:52     |  |
| 6.                             | «Glow» (con Chris Stapleton)                   | Halbert       | 3:18     |  |
| 7.                             | «Santa Baby»                                   | Halbert       | 2:50     |  |
| 8.                             | «Santa, Can't You Hear Me» (con Ariana Grande) | Halbert       | 4:02     |  |
| 9.                             | «Last Christmas»                               | Halbert       | 3:09     |  |
| 10.                            | «Jingle Bell Rock»                             | Shatkin       | 1:56     |  |
| 11.                            | «Blessed»                                      | Halbert       | 3:34     |  |
| 12.                            | «Christmas Come Early»                         | Halbert       | 2:59     |  |
| 13.                            | «Under the Mistletoe» (con Brett Eldredge)     | Eubanks       | 3:45     |  |
| 14.                            | «All I Want for Christmas Is You»              | Shatkin       | 3:46     |  |
| 15.                            | «Christmas Eve»                                | Halbert       | 3:00     |  |

## Posicionamiento en listas
| Lista (2021)                       | Posición |
| ---------------------------------- | -------- |
| Canadá (Billboard Canadian Albums) | 31       |
| Hungría (MAHASZ)                   | 23       |
| Lithuanian Albums (AGATA)          | 97       |
| Escocia (Scottish Albums Chart)    | 80       |
| Reino Unido (UK Album Downloads)   | 16       |
| UK Physical Albums (OCC)           | 79       |
| Estados Unidos (Billboard 200)     | 22       |

## Historial de lanzamiento
| Región | Fecha                   | Formato             | Sello    | N° Catálogo | Ref.          |
| ------ | ----------------------- | ------------------- | -------- | ----------- | ------------- |
| Varios | 15 de diciembre de 2021 | CD                  | Atlantic | 864083-4    | [ 15 ] [ 24 ] |
| Varios | 15 de diciembre de 2021 | Tarjeta navideña CD | Atlantic | 864006-3    | [ 7 ]         |